# 阿米尔·阿里·哈吉扎德
阿米尔·阿里·哈吉扎德（波斯語：امیرعلی حاجیزاده；1962年2月28日—2025年6月13日），伊朗准将，生前担任伊斯兰革命卫队航空航天部队指挥官。
2025年6月13日，哈吉扎德在以色列针对伊朗地下军事指挥中心的空袭中丧生。

## 生涯
2016年3月8日，在“埃格特达尔-埃韦拉亚特”（Eghtedar-e Velayat）军事演习期间，哈吉扎德表示：“我们将导弹射程设计为2000公里的理由是为了能够在安全距离内打击敌人。”
哈吉扎德是伊朗领导并执行2024年4月伊朗对以色列的袭击（伊朗方面行动代号称为“真实承诺行动”）和2024年10月伊朗对以色列的袭击（伊朗称为“真实承诺2”）的主要人物之一。2024年7月1日，他表示：“我们对‘真实承诺2’机会的到来充满希望……”，并表示希望再有机会对以色列发动大规模袭击。
他还公开谈论伊朗武装其在该地区的盟友，例如，他说：“从我们在巴勒斯坦、黎巴嫩和其他地方的亲朋好友手中拿着的武器可以明显看出，他们实际上得到了伊朗的帮助和供给”。
2023年12月1日，哈吉扎德在IRINN电视台面向学生播出的演讲中评论道：“看，有些人问伊斯兰共和国（指伊朗）在加沙问题上做了什么。伊斯兰共和国已经做了它必须做的事情。在不久前他们唯一的防御手段是石块。今天，他们用火箭弹自卫，而且他们拥有先进的武器和能力”。 他于2024年被授予信仰勋章。

## 乌克兰国际航空752号班机空难
2020年1月8日，乌克兰国际航空752号的波音737-800班机，在伊朗领空起飞后不久就被两枚地空导弹击落，机上176名乘客和机组人员全部遇难。当时哈吉扎德正担任伊朗革命卫队空天军司令。伊朗连续三天否认是其导弹击落了这架飞机，并声称这是一起空难。 随着证据的增加和国际上的压力，伊朗伊斯兰革命卫队于2020年1月11日发出一封信函，最终哈吉扎德承担了“全部责任”。尽管有这封信函，但包括哈吉扎德在内的伊朗革命卫队人员均未受到降职或处罚。
2022年11月，即约三年后，哈吉扎德指责其他人过晚承担责任，他说：“这个决定是在48小时后做出的。我们从第一个小时开始就知道发生了什么，但其他实体和组织并不承认。”他还补充道：“48小并不长。（要确定真相）”

## 国际制裁
2019年6月24日，美国财政部对哈吉扎德实施制裁，冻结其在美国的所有财产，并禁止美国公民与他开展业务。
2022年9月29日，在抗议马赫萨·阿米尼死亡事件后，加拿大将哈吉扎德的名字列入加拿大自主制裁综合名单（Consolidated Canadian Autonomous Sanctions List）。
2023年11月，他因协助向俄罗斯军队转让沙赫德-136（Shahed 136）和莫哈杰尔-6（Mohajer 6）等无人机用于对乌克兰的战争而受到欧盟制裁。

## 对特朗普和蓬佩奥的威胁
2023年2月，哈吉扎德声称伊朗已研制出射程达1650公里（1030英里）的巡航导弹，并威胁要杀死美国前总统唐纳德·特朗普和美国前国务卿迈克·蓬佩奥。他在电视采访说道：“上帝保佑，我们希望杀死特朗普、蓬佩奥……以及下令（杀死圣城军指挥官卡西姆·苏莱曼尼）的军事指挥官。

## 伊朗对以色列的空袭
哈吉扎德指挥了伊朗2024年4月和10月对以色列的空袭。10月6日，伊朗最高领袖阿里·哈梅内伊授予他Fath勋章，以表彰他所发挥的作用。

## 死亡
2025年6月13日，哈吉扎德在以色列针对伊朗地下军事指挥中心的空袭中丧生。